# Gamelan

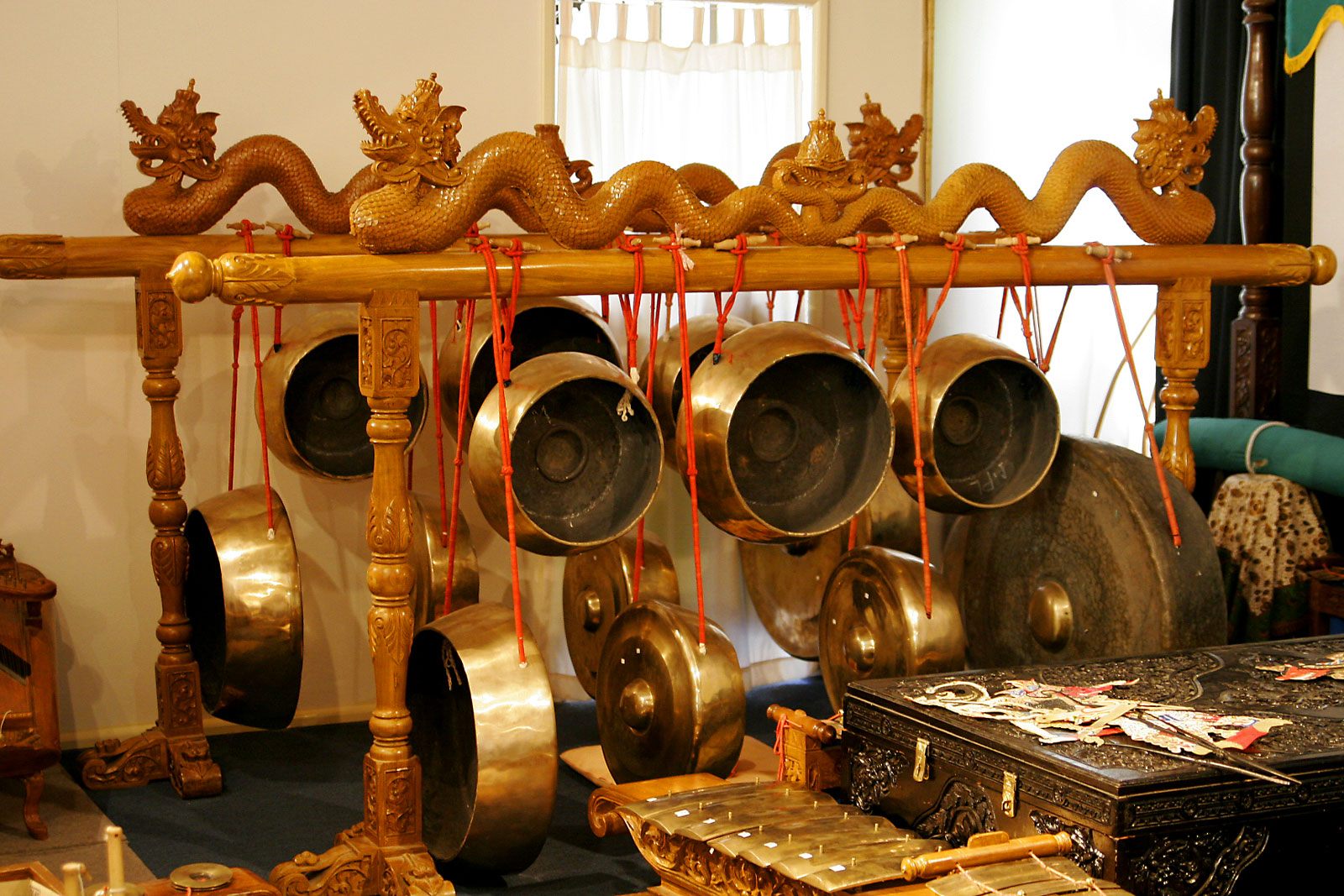
Gamelan

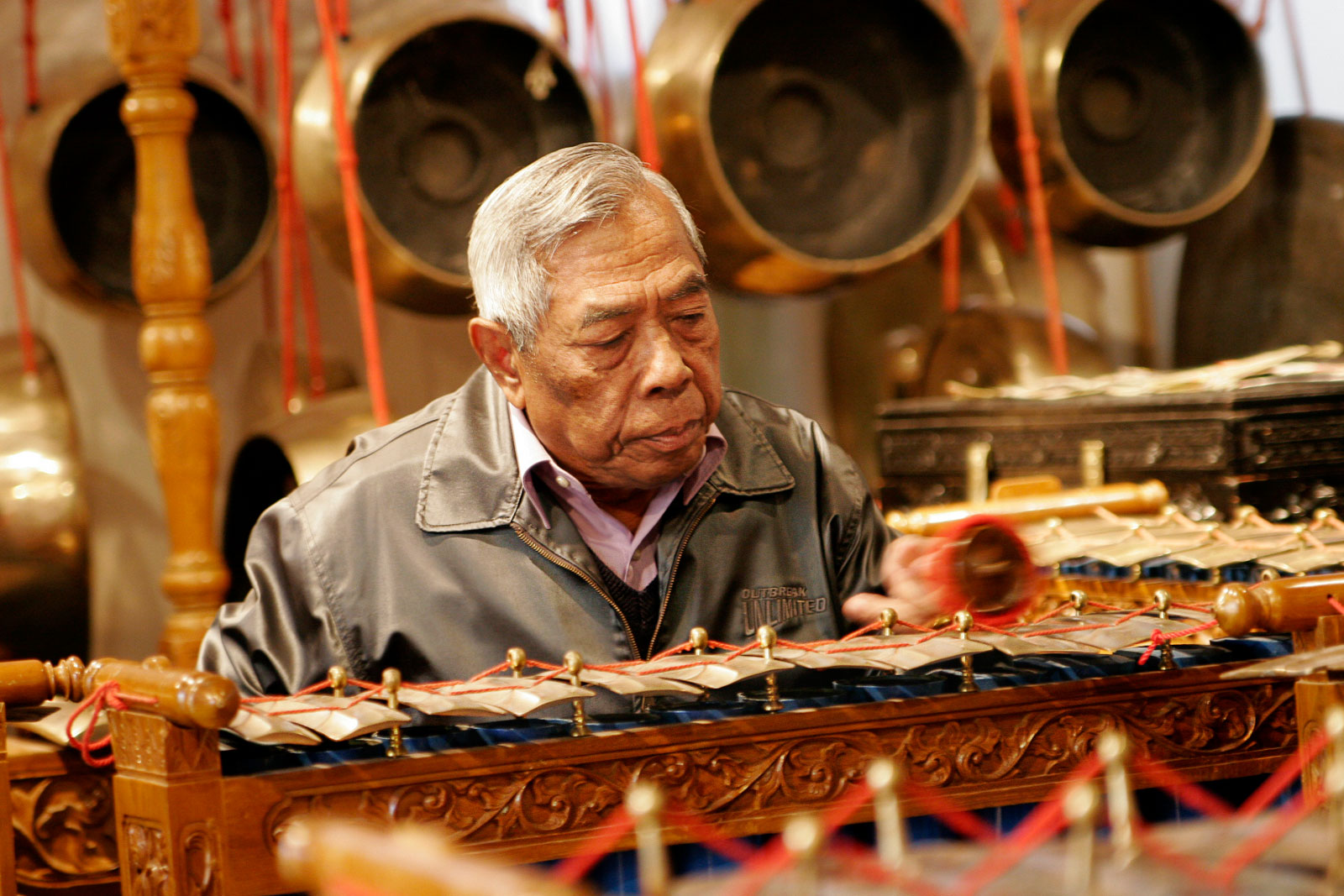
Gra Bapak Sugito

Gamelan (nazwa jest utworzona od słowa gamel „uderzać” i przyrostka an, który nadaje wyrazowi znaczenie rzeczownika zbiorowego) – grupa stylów muzycznych na Jawie oraz wyspie Bali, a także rodzaj indonezyjskiego zespołu muzyki tradycyjnej. 
Zespół gamelanu składa się z:
- idiofonów (metalofonów, ksylofonu i gongów),
- membranofonów (bębnów)
- instrumentów strunowych
- aerofonu

Bębny wywodzą się prawdopodobnie z południowoindyjskich mridangamów. Główną melodię wykonują sarony i slenthem należące do grupy metalofonów. 
Gamelan składa się z różnorodnych gongów. Jedne zawieszone są pionowo (gong, suwukan, kempul), inne (kenong, ketuk, kempyang, bonang), umieszczone są poziomo. W skład gamelanu wchodzą również: flet (suling), instrumenty strunowe (rebab, siter lub celempung), ksylofon (gambang). 
W Polsce tradycyjną muzykę indonezyjską wykonuje Warsaw Gamelan Group – zespół działający przy Ambasadzie Republiki Indonezji w Warszawie. Zespół specjalizuje się w muzyce z Jawy Środkowej i współpracuje z tancerkami prezentującymi tańce z różnych regionów Indonezji.
Tradycyjną muzykę indonezyjską gra również zespół gamelanowy Instytutu Muzykologii Uniwersytetu Warszawskiego.

## Strój muzyczny
Strój muzyczny bywa różny w zależności od kierunku muzycznego lub regionu, a nawet w zależności od zespołu. Najczęściej spotykane są skale o czterech, pięciu, lub siedmiu tonach na oktawę. Typowymi są slendro i pelog.